# Nitrona

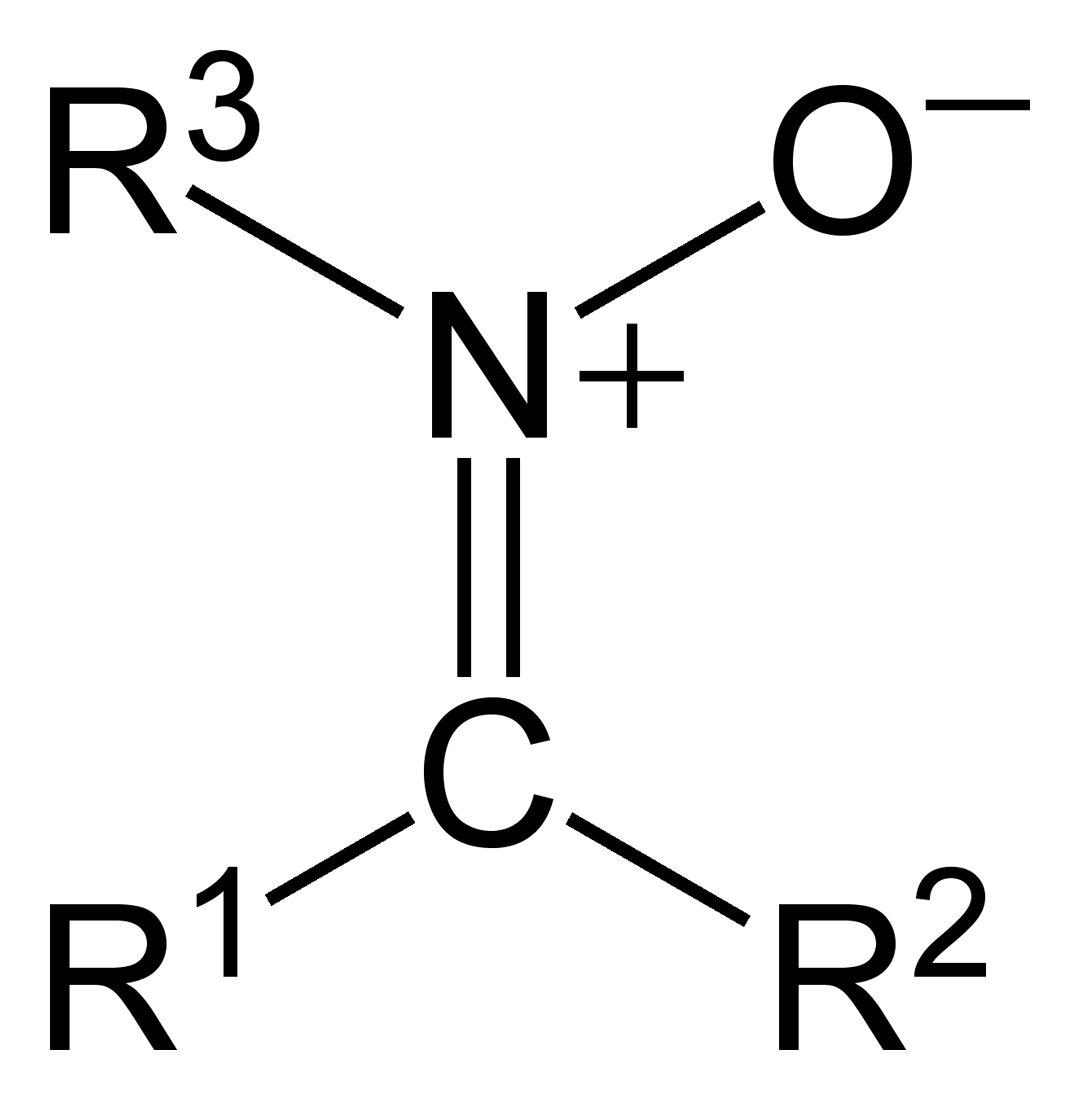
Estrutura geral de uma nitrona

Uma nitrona é o N-óxido de uma imina e um grupo funcional em química orgânica. A estrutura geral é R1R2C=NR3+O- onde R3 é diferente de H. 
Uma nitrona é 1,3-dipolo em cicloadições 1,3-dipolares. Reage com alquenos a um isoxazolidina:
Um exemplo deste tipo de reação é a reação de vários adutos de Baylis-Hillman com C-fenil-N-metilnitrona formando uma isoxazolidina na qual R1 é um radical fenila, R2 é hidrogênio e R3 é um grupo metilo .
Nitronas reagem com alquinos terminais e um sal de cobre a beta-lactama. Esta reação é também chamada de reação Kinugasa  para exemplo desta reação: :
O primeiro passo desta reação é uma cicloadição bipolar da nitrona com a acetalida de cobre (I) gerada in situ a uma estrutura em anel de 5 membros com rearranjos no segundo passo.